# 왼편 마지막 집 (2009년 영화)
《왼편 마지막 집》(영어: The Last House on the Left)은 미국에서 제작된 데니스 일리아디스 감독의 2009년 공포 스릴러 영화이다. 1972년 동명 영화의 리메이크작이다. 세라 팩스턴, 토니 골드윈, 모니카 포터, 개릿 딜러헌트 등이 출연하였고, 메리앤 매덜리나 등이 제작에 참여하였다.

## 출연진
- 세라 팩스턴
- 토니 골드윈
- 모니카 포터
- 개릿 딜러헌트
- 에런 폴
- 스펜서 트리트 클라크
- 리키 린드홈
- 마사 매카이작
- 마이클 보언

## 기타 제작진
- 공동 제작: 코디 즈와이그, 조너선 크레이븐
- 라인 제작: 그레이그 버클
- 배역: 낸시 네이어, 스콧 매스터슨
- 미술: 조니 브리엣
- 의상: 캐서린 제인 브라이언트